# Парк, Александра
Алекса́ндра Парк (англ. Alexandra Park, род. 14 мая 1989, Сидней) — австралийская актриса. Наиболее известна по роли принцессы Элеонор Хенстридж в телесериале «Члены королевской семьи».

## Карьера
Парк начала свою телевизионную карьеру в 2011 году, получив роль Веронике в австралийском телесериале «Принцесса слонов». С 2009 по 2013 года Парк играла Клаудию Хаммонд в мыльной опере «Домой и в путь». Она появилась в одном из эпизодов телесериала «В гости к Рафтерсам» в 2011 году. В 2012 году Парк исполнила роль в короткометражном фильме. В 2013 году она получила эпизодическую роль Джоди в сериале «Страна чудес».
В сентябре 2013 года было объявлено, что Парк будет играть принцессу Элеонор в предстоящем оригинальном шоу телеканала E! «Члены королевской семьи». Первый сезон телесериала вышел в эфир в весной 2015 года, и был продлён на второй ещё до своей премьеры. Второй сезон шоу стартовал в ноябре 2015 года, третий — в декабре 2016 года, четвёртый — в марте 2018 года.

## Фильмография
| Год       |     | Русское название        | Оригинальное название | Роль                             |
| --------- | --- | ----------------------- | --------------------- | -------------------------------- |
| 2011      | с   | Принцесса слонов        | The Elephant Princess | Вероника                         |
| 2011      | с   | В гости к Рафтерсам     | Packed to the Rafters | Кортни                           |
| 2012      | кор |                         | Arc                   | Сиенна                           |
| 2009—2013 | с   | Домой и в путь          | Home and Away         | Клаудия Хаммонд / Робин Салливан |
| 2013      | с   | Страна чудес            | Wonderland            | Джоди                            |
| 2015—2018 | с   | Члены королевской семьи | The Royals            | принцесса Элеонор Хенстридж      |
| 2017      | ф   |                         | 12 Feet Deep          | Джонна                           |
| 2018      | ф   | Вернуть Бена            | Ben Is Back           | Кара Кей                         |